# 蘇舜臣
蘇舜臣（1542年—？），字哲甫，號心竹，福建泉州府晉江縣人，民籍，明朝政治人物。

## 生平
隆慶四年（1570年）庚午科順天府鄉試七十八名舉人，萬曆十四年（1586年）丙戌科會試二百四十五名，登二甲第六十五名進士。吏部观政，十六年八月同考順天府鄉試，十七年二月授刑部主事，被革职，丁憂，称病家居数年，二十六年（1598年）起補添注太常寺典簿，三十年迁六安州知州，為百姓愛戴。

## 家族
曾祖蘇瑞麒；祖父蘇鶴；父蘇宗璽，號竹涯，曾任舉人通判。母郭氏。慈侍下。從兄蘇濬（丁丑進士、浙江提学佥事）、蘇堯臣。弟夔臣（生员）、益臣（监生）、志契、志皋、大谟。